# シャル・ウィ・ダンス? (テレビ番組)
『シャル・ウィ・ダンス?〜オールスター社交ダンス選手権〜』（シャルウィダンスオールスターしゃこうダンスせんしゅけん）は、日本テレビ放送網で2006年4月8日より2007年3月17日まで毎週土曜日19時から19時57分に放送されていた社交ダンスをテーマにしたバラエティ番組。
この番組は英国・BBC発の番組「ストリクトリー・カム・ダンシング」、世界各国で「ダンシング・ウィズ・ザ・スターズ」として放送されているテレビ番組の日本版だが、日本では余り知られていない。理由は概要を参照。

## 概要
この番組は冒頭に述べた通りBBCの『Strictly Come Dancing』の日本版として製作されているが、日本版を製作するに至った背景として、日本テレビでかつて放送されていたバラエティ番組・『ウッチャンナンチャンのウリナリ!!』から派生した人気コーナー・「ウリナリ芸能人社交ダンス部」の姉妹編として、2005年12月30日に生放送した3時間の社交ダンス特別番組『芸能人社交ダンス選手権』が高視聴率を記録したことにある。
「社交ダンス選手権」は1年3か月後、レギュラー放送化が決定、当時低視聴率にあえいでいた土曜夜7:00のバラエティ番組（『ひらめ筋GOLD』）の後番組としてスタートした。なお、「社交ダンス選手権」で優勝した松坂慶子は、本番組で芸能人生初となるバラエティ番組のレギュラー出演（番組進行役）を果たすこととなった。この様に、もともとの「ウリナリ社交ダンス」の人気や出演者やナレーターが『ウリナリ』と同じことも踏まえ、本番組を『Strictly』ないしは『ダンシング』の日本版としてより“「ウリナリ社交ダンス」のレギュラー番組版”として捉えられることになる。
なお、2007年春改編で土曜19時枠に『天才!志村どうぶつ園』を移動させて放送することが決定（空いた木曜19時枠は『モクスペ』を放送）、3月17日放送分でレギュラー放送が終了した。2007年12月31日（約1年2か月ぶりの生放送）に3時間の復活特番を放送した。
また、ネットCMは放送開始当初は4分30秒あったが、2006年10月には、『NEWS ZERO』の金曜分のスポンサー枠1分確保があり、3分30秒に短縮された。

## 出演者

### 司会
- 南原清隆（ウリナリレギュラー）
- 松坂慶子（女優）
- 河村亮・藤井恒久（日本テレビアナウンサー）

### スペシャルサポーター
- ガレッジセール（川田広樹・ゴリ）
- 勝俣州和（ウリナリレギュラー）

### 審査員
- 大竹辰郎（第1-11シリーズ）
- 山本千恵子（第1シリーズ、第2シリーズ準々決勝-決勝、1day Special、第3シリーズ1回戦、第4-11シリーズ）
- 天野博文（第1シリーズ、第2シリーズ準々決勝-決勝、1day Special、第3-7シリーズ、第8シリーズ1回戦、第9-11シリーズ）
- 篠田雅子（第1-11シリーズ）
- 二ツ森みどり（第2シリーズ1回戦、第3シリーズ決勝）
- 石原市三（第2シリーズ1回戦、第8シリーズ決勝）

## 番組ルール
- 数回の放送を1シリーズとして、芸能人・有名人がプロの社交ダンサーとペアを組み、技術や魅了させた度合い等を競い、そのシリーズでの優勝を争う。

男性芸能人と女性プロ、女性芸能人と男性プロのペアリング（例外として男性芸能人が女性として出場したり、女性同士で組む場合もある）。
- 1回戦ごとに、各ペアの踊りぶりをプロの社交ダンサーと観客が審査。各ラウンドごとに下位数ペアが脱落していくノックアウト方式。

ラウンドによっては、更に視聴者の電話投票も加わる。
合計得点が同点の場合、観客審査が優先される。

### 第1シリーズ（2006年3月21日-5月27日）
- 1-2回戦→全9ペアが踊り、プロ・観客・視聴者（1回戦終了後に電話にて投票実施）が審査。2回の合計点の下位3ペアが失格。
- 3回戦→勝ち残った6ペアが踊り、プロ・観客・視聴者（2回戦終了後に電話にて投票実施）が審査。点数の下位1ペアが失格。
- 4回戦→勝ち残った5ペアが踊り、プロ・観客・視聴者（3回戦終了後に電話にて投票実施）が審査。点数の下位2ペアが失格。
- 敗者復活戦→これまでに失格になった6ペアが踊り、プロ・観客が審査。最多得点を得た1チームのみ敗者復活となり、準決勝で合流。
- 準決勝→勝ち残り3ペアに敗者復活ペアを加えた4ペアで踊り、プロ・観客が審査。点数の下位1ペアが失格。
- 決勝→勝ち残り3ペアで踊り、プロ・観客が審査。最多得点を得たペアが優勝。

### 第2シリーズ（2006年6月3日-7月22日）
- 1回戦→全8ペアが踊り、プロ・観客が審査。下位2ペアが失格。
- 準々決勝→勝ち残った6ペアが踊り、プロ・観客・視聴者（1回戦終了後に電話にて投票実施）が審査。点数の下位1ペアが失格。
- 準決勝→勝ち残った5ペアが踊り、プロ・観客・視聴者（準々決勝終了後に電話にて投票実施）が審査。点数の下位2ペアが失格。
- 敗者復活戦→これまでに失格になった5ペアが踊り、プロ・観客が審査。最多得点を得た1ペアのみ敗者復活となり、決勝で合流。
- 決勝→勝ち残り3ペアに敗者復活ペアを加えた4ペアで踊り、プロ・観客が審査。最多得点を得たペアが優勝。

### 1day Special（2006年7月29日）
- プロ・観客が審査。最多得点を得たペアが優勝。

### 第3シリーズ（2006年9月2日-9日）
- 1回戦→プロ・観客が審査。
- 決勝戦→プロ・観客が審査。1回戦終了後に実施された電話投票と、1回戦の総合ランキングを加え、最多得点を得たペアが優勝。

### 第4シリーズ（2006年9月16日-10月7日）
- 1回戦→プロ・観客が審査。
- 決勝戦→プロ・観客が審査。1回戦終了後に実施された電話投票と、1回戦の総合ランキングを加え、最多得点を得たペアが優勝。

### 第5シリーズ（2006年10月21日-11月4日）
- 1回戦→プロ・観客が審査。ブロックごとに評価し、各上位3ペアが決勝進出。
- 決勝戦→プロ・観客が審査。1回戦の総合ランキングを加え、最多得点を得たペアが優勝。

### シャル・ウィ 天下一舞踏会（2006年11月11日）
- 特別審査員(南原・松坂・勝俣)と電話投票による審査。

### 第6シリーズ（2006年11月18日-25日）
- 1回戦→プロ・観客が審査。
- 決勝戦→プロ・観客が審査。1回戦終了後に実施された電話投票と、1回戦の総合ランキングを加え、最多得点を得たペアが優勝。

### 第7シリーズ（2006年12月9日-16日）
- 1回戦→プロ・観客が審査。
- 決勝戦→プロ・観客が審査。1回戦終了後に実施された電話投票と、1回戦の総合ランキングを加え、最多得点を得たペアが優勝。

### 第8シリーズ（2007年1月20日-27日）
- 1回戦→プロ・観客が審査。
- 決勝戦→プロ・観客が審査。1回戦終了後に実施された電話投票と、1回戦の総合ランキングを加え、最多得点を得たペアが優勝。

### 第9シリーズ（2007年2月3日-17日）
- 1回戦→プロ・観客が審査。ブロックごとに評価し、各上位3ペアが決勝進出。
- 決勝戦→プロ・観客が審査。1回戦の総合ランキングを加え、最多得点を得たペアが優勝。

### 第10シリーズ（2007年2月24日-3月3日）
- 1回戦→プロ・観客が審査。
- 決勝戦→プロ・観客が審査。1回戦終了後に実施された電話投票と、1回戦の総合ランキングを加え、最多得点を得たペアが優勝。

### 第11シリーズ（2007年3月10日-17日）
- 1回戦→プロ・観客が審査。
- 決勝戦→プロ・観客が審査。1回戦終了後に実施された電話投票と、1回戦の総合ランキングを加え、最多得点を得たペアが優勝。

## 出場ペア
★印は優勝ペア

種目・曲名に関しては公式サイト参照のこと

### 第1シリーズ
- 松本伊代－増田大介
- 角田信朗－児玉麻里子★
- 水前寺清子－早川午朗
- レイザーラモンHG－和田恵
- 桂三枝（現・六代目桂文枝）－及川千富美
- 大島美幸（森三中）－長井一平
- 安めぐみ－石川浩之
- 江守徹－早川良枝
- 高橋惠子－大村淳毅

### 第2シリーズ
- 坂口良子－長井一平
- クロちゃん（安田大サーカス）－児玉麻里子
- 山寺宏一－大島寿子 ★
- 森下千里－増田大介
- 富田靖子－岡本裕治　後に結婚
- 三船美佳－早川午朗
- 小川直也－長井郁子
- 林家正蔵－早川良枝

### 1day Special
- KABA.ちゃん－山本英美 ★
- パパイヤ鈴木－白石香織
- Nana（MAX）－石原正三
- ピーター－大村淳毅
- 神田うの－長井一平

### 第3シリーズ
- 増田惠子－市川学
- 朝丘雪路－松本光祐★
- 庄司智春－矢部浩子
- 武田修宏－青柳朋子
- 原史奈－中村俊彦

### 第4シリーズ
- パパイヤ鈴木－平富美英
- Nana（MAX）－矢部行英
- 飯田圭織－大村淳毅
- 前田健－松本光祐
- 紫吹淳－二宮清 ★
- ゴルゴ松本（TIM）－岡敦子

### 第5シリーズ

#### Aブロック
- 青田典子－長井一平
- マギー審司－児玉麻里子
- 岡田圭右（ますだおかだ）－岡敦子
- まちゃまちゃ－早川午朗
- 春風亭小朝－矢部浩子

#### Bブロック
- 渡辺正行－長井郁子
- 増田英彦（ますだおかだ）－早川良枝
- 原口あきまさ－平富美英 ★
- さゆり（かつみ♥さゆり）－矢吹淳次
- だいたひかる－二宮清 （このペアのW不倫で、だいたは離婚）

### シャル・ウィ 天下一舞踏会
- 朝丘雪路－ichi
- 紫吹淳－EBATO
- パパイヤ鈴木－榎本雅美
- KABA.ちゃん－RYOKO ★
- 金子貴俊－ASAMI
- Nana（MAX）－前田亨
- 安めぐみ－山響康裕
- 森下千里－中沢菜芳

### 第6シリーズ
- 辰巳琢郎－青柳朋子
- 小林綾子－二宮清
- 小倉久寛－早川良枝 ★
- 小嶺麗奈－石原正三
- モト冬樹－加藤くるみ

### 第7シリーズ
- 長井秀和－横山晴巳
- Reina（MAX）－長井一平
- 川崎麻世－和田恵
- ピーター－大村淳毅 ★
- 早見優－増田大介

### 第8シリーズ
- ボビー・オロゴン－奥原怜美
- 大林素子－増田大介
- 松野明美－青山貴紀
- 八木沼純子－二宮清
- 竹原慎二－長井郁子
- 佐藤弘道－早川良枝 ★

### 第9シリーズ

#### Aブロック
- 宮川花子－及川隆明
- 寺門ジモン（ダチョウ倶楽部）－長井郁子
- 黒沢かずこ（森三中）－早川午朗
- 小杉竜一（ブラックマヨネーズ）－加藤くるみ
- 山本モナ－長井一平
- パッション屋良－簗田さおり

#### Bブロック
- 宮川大助－及川千富美
- 清水アキラ－大島寿子
- 井戸田潤（スピードワゴン）－矢部浩子
- 長州小力－岡敦子
- 上原さくら－矢吹淳次
- 村上知子（森三中）－大石靖長 ★

### 第10シリーズ
- 山川豊－横山晴巳
- 真島茂樹－渋谷亜甲子
- パパイヤ鈴木－矢部浩子 ★
- 早見優－市川学
- Nana（MAX）－矢部行英
- 中島史恵－青山貴紀（怪我のため、決勝戦欠場）

### 第11シリーズ
- 桂三枝（現・六代目桂文枝）－及川千富美
- 小川直也－長井郁子
- さとう珠緒－石原正三 ★
- インリン・オブ・ジョイトイ－大村淳毅
- 大島美幸（森三中）－長井一平
- 庄司智春（品川庄司）－矢部浩子

## 放送データ
| 放送回 | 放送日     | 視聴率 | 備考      |
| ------ | ---------- | ------ | --------- |
| 第1回  | 2006/04/08 | 18.7%  | 2時間SP   |
| 第2回  | 2006/04/15 | 11.7%  |           |
| 第3回  | 2006/04/22 | 9.5%   |           |
| 第4回  | 2006/04/29 | 9.6%   |           |
| 第5回  | 2006/05/20 | 9.7%   |           |
| 第6回  | 2006/05/27 | 13.3%  |           |
| 第7回  | 2006/06/03 | 13.5%  | 2時間SP   |
| 第8回  | 2006/06/10 | 11.6%  |           |
| 第9回  | 2006/06/24 | 9.5%   |           |
| 第10回 | 2006/07/08 | 7.7%   |           |
| 第11回 | 2006/07/22 | 10.4%  |           |
| 第12回 | 2006/07/29 | 12.0%  |           |
| 第13回 | 2006/08/12 | 8.0%   |           |
| 第14回 | 2006/09/02 | 8.2%   |           |
| 第15回 | 2006/09/09 | 10.9%  |           |
| 第16回 | 2006/09/16 | 11.0%  |           |
| 第17回 | 2006/10/07 | 10.5%  | 2時間半SP |
| 第18回 | 2006/10/21 | 8.3%   |           |
| 第19回 | 2006/10/28 | 8.3%   |           |

視聴率は関東地区・ビデオリサーチ調べ

## スタッフ
- ナレーター：奥田民義（後時間番組の「世界一受けたい授業」も担当。）
- 構成：藤井やすひろ、上野耕平、さだ、池谷フューチャ、高松宏美、武洋行/石原健次
- 企画：BBC Entertainment
- スーパーバイザー：中川勲
- 美術：高津光一郎
- デザイン：本田恵子
- 装置：才原裕二
- オブジェ：大川啓介
- 装飾：吉田浩、小池長寿
- 衣装：松沢味季
- メイク：鷹部麻理
- 電飾：阿部幸子
- CG：神谷渉、奥田真也
- TM：福王寺貴之
- TP：鴇田晴海
- カメラ：青木芳行
- SW：米田博之
- 音声：三石敏生
- VE：佐藤満
- 照明：下平好実
- 特機：イエローフラッグ
- 編集：兵藤真澄
- MA：石塚亮
- TK：山沢啓子
- 音効：保苅智子（サウンドエッグノッグ）
- 編曲：岩本正樹
- バンド演奏：東京スクールオブミュージック専門学校
- ヴォーカル：三谷泰弘、国分友里恵
- トレーナー：中島好亜希
- 広報：立柗典子
- 資料提供：月刊ダンスビュウ（モダン出版株式会社）
- 映像提供：有限会社セグエ
- 技術協力：NTV映像センター、TELETECH MEDIAPARK
- 衣装協力：imac
- ダンス衣装協力：ドレス工房つきおか、タカ ダンスファッション、YANAGIDA danceWear、モード加賀、ダンスコスチュームハセベ、東京トリキン株式会社、Chacott、日本スーパーダンス販売、ケント、ダンスファッション ヌイ
- 監修：二ツ森司、二ツ森亨、二ツ森由美
- AD：吉筋公美、干場備前、古賀光輝、大輪和孝
- デスク：藤島悦子、小林祐子
- AP：三浦正義、中附智貴、関口加寿子、杉原洋子、クリスティーナ智子テッシュナー
- 協力：マセキ芸能社
- 制作協力：acro、Spice Factory、THE WORKS、極東電視台
- ディレクター：鮫島治子、池田創一、堀田康貴、石崎史郎
- 演出：植木一実、伴在正行、長田昌之、寺野慎一郎、南波昌人、黒川高
- プロデューサー：大山恭平/斉藤匠、木藤憲治（Spice Factory）、天笠ひろ美（THE WORKS）、中村昌哉（極東電視台）、糸井聖一
- プロデューサー・演出：加藤幸二郎
- チーフプロデューサー：吉川圭三
- 製作著作：日本テレビ

## オフィシャルCD&DVD
Music Collection for StandardとMusic Collection for Latinの2枚が発売されている。番組で使用されたオリジナルアレンジの楽曲を30曲収録、CD、DVDの2枚組。Music Collection for Standardには角田信朗・児玉麻里子ペアのクイックステップ、Music Collection for Latinには松坂慶子・山本喜洋ペアのルンバが映像特典としてDVDに収録されている。